# L.C. Glad & Co.
L.C. Glad & Co. er et dansk olieraffinaderi grundlagt af L.C. Glad 30. december 1880. Olieraffinaderiet importerede russisk råolie og raffinerede det til maskinolie. I dag laver firmaet primært smøreolier.
I begyndelsen fremstillede firmaet smørfarve og osteløbe baseret på rapsolie, men fra 1882 begyndte man at fremstille og forhandle kemisk-tekniske produkter som natron, grafit, salmiak, svovlsyre, sæbe etc. I 1887 blev der opført en ny fabrik i Rådmandsgade 23.
Efter nogle år begyndte L.C. Glad & Co. også at fremstille maskinolie ved destillation af russisk råolie, hvilket var et efterspurgt produkt på grund af den øgede mekanisering af industrien og fremkomsten af automobilen. I 1887 flyttede virksomheden fra Gammel Køge Landevej til Nørrebrogade, men allerede i 1901 flyttede virksomheden igen; denne gang til en mere permanent lokalitet i Nannasgade 6-10, hvor virksomheden lå indtil 1980. Virksomheden udvidede i flere omgange, bl.a. gennem opkøb i 1923 af Marcus & Co.'s  ejendom med lagerbygning til huder og skind og kontorbygning, som havde adresse på Tagensvej.
Den 4. september 1980 blev virksomheden i Nannasgade ramt af en voldsom brand, der også nær havde sat ild til beboelsesejendomme i nærheden. Da tiden generelt var løbet fra kemiske fabrikker med tæt bymæssig beliggenhed, flyttede firmaet til Vallensbæk, hvor den stadig ligger i dag.
Den nedsivende olie havde i årenes løb forurenet grunden i Nannasgade, så det blev besluttet at kapsle forureningen ned og plante græs på stedet. På den tidligere fabriksgrund er der derfor i dag boldbaner, den såkaldte BaNanna Park.
Virksomheden blev kåret til Årets Gazelle af Dagbladet Børsen i 2003.